# Дејви (Небраска)
Дејви (енгл. Davey) град је у америчкој савезној држави Небраска.

## Демографија
По попису из 2010. године број становника је 154, што је 1 (0,7%) становника више него 2000. године.
| Група             | 2000.       | 2010.       |
| Белци             | 150 (98,0%) | 149 (96,8%) |
| Афроамериканци    | 0 (0,0%)    | 0 (0,0%)    |
| Азијати           | 0 (0,0%)    | 0 (0,0%)    |
| Хиспаноамериканци | 2 (1,3%)    | 2 (1,3%)    |
| Укупно            | 153         | 154         |